# Izaia Perese
Pas d'image ? Cliquez ici

a Compétitions nationales et continentales officielles uniquement.

b Matchs officiels uniquement.
Dernière mise à jour le 7 février 2025.
Izaia Perese, est né le 17 mai 1997 à Brisbane (Australie). C'est un joueur international australien de rugby à XV, évoluant aux postes de centre ou d'ailier. Il joue avec la franchise des Waratahs en Super Rugby depuis 2020.

## Biographie

### Jeunesse et formation
Izaia Perese naît et grandit à Brisbane dans l'État du Queensland, au sein d'une famille d'origine samoane.  
Lors de son enfance, il pratique d'abord au rugby à XIII, jouant avec les Stafford Brothers. Il joue dans un premier temps au poste de deuxième ligne, mais transitionne rapidement vers de celui de centre, plus conforme à son gabarit. Il est ensuite scolarisé avec la Wavell State High School (en), tout en jouant avec l'équipe des moins de 16 ans du club des Norths Devils (en) en Cyril Connell Cup (en),. À la même période, il obtient une bourse d'études de la part de la franchise des North Queensland Cowboys. En 2013, il est sélectionné avec l'équipe du Queensland des moins de 16 ans pour disputer le State of Origin de cette catégorie d'âge.
En 2013, il rejoint Anglican Church Grammar School (en), où il commence la pratique du rugby à XV avec l'équipe de l'établissement. Il côtoie alors le futur Wallaby Liam Wright, ainsi que les futurs treizistes Kalyn Ponga ou Jaydn Su'a. Avec son équipe, il remporte le championnat scolaire du Queensland en 2014, après qu'il aient terminé la saison invaincus. Il fait également partie de l'Academy (centre de formation) de la franchise des Queensland Reds, et joue avec le club des Easts Tigers,.
À la même période, il est sélectionné avec la sélection scolaire australienne (en), avec qui il affronte leurs homologues néo-zélandais et fidjiens,.

### Début de carrière dans le Queensland (2015-2018)
Izaia Perese commence sa carrière professionnelle peu après avoir terminé le lycée, avec l'équipe de Queensland Country pour la saison 2015 de National Rugby Championship (NRC). Bien qu'il ne fasse initialement pas partie de l'effectif officiel, et ne participe au entraînements que pour faire le nombre, il profite rapidement de plusieurs blessures pour jouer ses premiers matchs à tout juste 18 ans. Aligné au poste d'ailier, il joue trois rencontres, et inscrit deux essais.
Grâce à ses performances en NRC, il obtient un contrat professionnel avec la franchise des Queensland Reds pour la saison 2016 de Super Rugby. Il ne joue toutefois aucun match à cause de blessures.
En 2016, il est également présélectionné avec la sélection australienne des moins de 20 ans pour préparer le mondial junior, mais là aussi les blessures l'empêche de disputer la compétition,.
De retour de blessure, il dispute la saison 2016 de NRC avec Queensland Country, et inscrit quatre essais en cinq matchs. Il se distingue également en étant le joueur ayant battu le plus de défenseurs lors de la saison.
En octobre de la même année, il est sélectionné en tant que « apprenti » avec l'équipe d'Australie senior par le sélectionneur Michael Cheika, afin de participer aux entraînements, et à la tournée en Europe,. Il ne connaît aucune sélection officielle avec les Wallabies lors de la tournée, mais joue tout de même un match contre les Barbarians français à Bordeaux.
À nouveau retenu avec les Reds pour la saison 2017 de Super Rugby, il joue son premier match le 2 mars contre la Western Force,. Il profite alors de la blessure de Chris Feauai-Sautia (en) pour disputer un total de douze rencontres lors de la saison, dont huit titularisations, toutes au poste d'ailier,. Au terme de la saison, il est considéré comme l'un des meilleurs débutant australien, et prolonge son contrat avec les Reds jusqu'en 2019,.
En juin 2017, Perese est retenu avec l'équipe d'Australie des moins de 20 ans pour disputer le Championnat du monde junior en Géorgie. Il joue quatre matchs, et inscrit quatre essais, dont un triplé face à l'Italie,.
Il est à nouveau sélectionné avec les Wallabies en août 2017, cette fois en tant que membre à part entière, dans le cadre du Rugby Championship,. Une fois de plus, il ne joue aucun match officiel mais dispute la rencontre face aux Barbarians le 28 octobre 2017 à Sydney,.
Avec Queensland Country, il joue quatre matchs en 2017, participant à la victoire finale de son équipe dans la compétition,.
Lors de la saison 2018 de Super Rugby, il manque les six premières semaines de compétition à cause d'une blessure au genou,. Après sa blessure, il peine à retrouver sa place, notamment à cause de la concurrence de Jordan Petaia ou Filipo Daugunu. Après cette saison décevante, Perese s'estime malheureux avec les Reds et dans le rugby à XV en général, et demande à être libéré de son contrat, et quitte la franchise,.

### Passage raté à XIII (2019-2020)
Izaia Perese décide alors de faire son retour dans le sport de son enfance, le rugby à XIII, et s'engage avec les Brisbane Broncos en National Rugby League (NRL),. Le transfert est un choc pour le rugby à XV australien, qui voyait Perese comme un grand potentiel, et un des plus grands espoirs nationaux.
Dans le but de se réacclimater au XIII, il joue dans un premier temps avec les Redcliffe Dolphins en Queensland Cup, tout en restant affilié avec les Broncos,. Il joue son premier match le 23 février 2019 contre les Souths Logan Magpies (en), et marque un essai à cette occasion. Il réalise de bonnes performances avec son équipe, inscrivant notamment onze essais, lui permettant d'être élu meilleur centre du championnat, et meilleure révélation de la saison.
En mai 2019, Perese est sélectionné avec l'équipe des Queensland Residents (en), qui affronte leurs homologues de Nouvelle-Galles du Sud,.
Grâce ses bonnes performances récentes, il a l'occasion de jouer son premier match avec les Brisbane Broncos lors de la fin de saison de NRL, le 16 août 2019 contre les Penrith Panthers,. Remplaçant, il entre en jeu pour les six dernières minutes. Il joue un total de deux matchs lors de la saison, tous comme remplaçant.
Son début de carrière prometteur à XIII connaît une fin brutale en février 2020, lors de la présaison de NRL, lorsqu'il est arrêté par la police australienne en possession de drogue. Il est immédiatement mis à pied par la direction des Brisbane Broncos. Jugé en mars, il plaide coupable, et n'est condamné qu'à dix-huit mois de surveillance, et 100 heures de travaux communautaires. Plus tard, cette sentence est révoquée sur sa demande, afin de lui permettre de rejoindre à l'étranger.

### Retour à XV et bref passage en France (2020)
Libre de tout contrat après son licenciement par les Broncos, Izaia Perese décide de faire son retour à XV, et s'engage pour deux saisons avec le club français de l'Aviron bayonnais en Top 14,. La valeur de son contrat est évaluée à 600 000 dollars australiens la saison. Le président de Bayonne Philippe Tayeb justifie ce recrutement par la volonté de renforcer son équipe, tout en restant en accord avec les moyens du club récemment promu.
Il arrive au club au mois de juillet 2020. Il est titulaire au poste de deuxième centre dès le premier match de la saison, à l'occasion d'un déplacement à Brive, match durant lequel il écope d'un carton jaune,. La semaine suivante, face à l'ASM Clermont, il est contraint de sortir à la 36e minute de jeu, après avoir été touché au genou. 
Perese est écarté des terrains pendant deux mois à cause de cette blessure, et fait son retour à la fin du mois de novembre,. À son retour de blessure, il dispute trois matchs d'affilée avec le club basque, dont une titularisation.
Le 6 décembre 2020, le lendemain d'un match contre Toulouse, il est hospitalisé après une absorption massive de médicaments,. Le joueur explique cet évènement par une importante phase de dépression, liée à l'éloignement avec ses proches restés en Australie,. Il est alors autorisé par Bayonne à quitter le club, après seulement cinq matchs disputés, et à rentrer dans son pays natal. Le club basque dément néanmoins les problèmes de dépression de Perese.

### Renouveau aux Waratahs et débuts internationaux (depuis 2021)
Peu après son retour en Australie, Izaia Perese retrouve rapidement une équipe souhaitant le relancer, en la présence de la franchise des Waratahs, basée à Sydney,. 
Il est titularisé dès le match d'ouverture de la saison 2021 de Super Rugby, face à son ancienne équipe des Queensland Reds. Cette première rencontre se termine cependant de façon dramatique pour Perese, qui reçoit un carton rouge à la 37e minute après avoir commis un placage cathédrale sur son vis-à-vis Hunter Paisami. Il écope d'une suspension de trois matchs pour ce geste dangereux,.
Perese est requalifié à partir de la fin du mois de mars, et dispute la plupart des matchs restant lors de la saison. Malgré le niveau de jeu des Waratahs, qui ne parviennent pas à remporter le moindre match, il devient rapidement indiscutable au poste de centre, et il est considéré comme l'une des rares satisfactions de son équipe,,. Il se fait particulièrement remarquer lors d'un match contre les Crusaders où, malgré la large défaite de son équipe, il inscrit un essai sur un exploit personnel et présente une grosse activité offensive et défensive. Au terme de la saison, il est élu par ses coéquipiers meilleur joueur de l'équipe en 2021.
Après cette saison réussie avec les Waratahs, il est convoqué avec la sélection australienne en juin 2021 par le sélectionneur Dave Rennie afin de préparer une série de test-matchs face à la France. Il est cependant contraint de déclarer forfait à cause d'une blessure à l'épaule.
Il est rappelé en sélection en octobre 2021, afin de participer à la tournée d'Automne au Japon et en Europe,. Il connaît sa première cape avec les Wallabies le 7 novembre 2021 contre l'Écosse à Murrayfield. Il connaît une seconde sélection une semaine plus tard face à l'Angleterre.
En juin 2023, il est convoqué en équipe nationale par Eddie Jones pour participer au Rugby Championship 2023,.

## Palmarès

### En club
- Vainqueur du National Rugby Championship en 2017 avec Queensland Country.

## Statistiques
Au 15 février 2022, Izaia Perese compte 2 capes en équipe d'Australie, dont aucune en tant que titulaire, depuis le 7 novembre 2021 contre l'équipe d'Écosse à Édimbourg.